# Neurostimolatore
Un neurostimolatore, chiamato anche generatore di impulsi impiantato è un dispositivo alimentato a batteria progettato per fornire una stimolazione elettrica al cervello, al sistema nervoso centrale e periferico.

## Applicazioni e utilizzo
I neurostimolatori sono una componente integrante dei sistemi impiantati chirurgicamente come quelli per la stimolazione cerebrale profonda, per la stimolazione del midollo spinale (es. ischemia degli arti inferiori, la neuropatia diabetica o algodistrofia) e la stimolazione del nervo vago. Questi dispositivi sono progettati per il trattamento di disturbi neurologici e del dolore neuropatico.
Essi vengono impiantati nel corpo di una persona, di solito sotto la clavicola. Il neurostimolatore può essere calibrato da un neurologo, da un infermiere o da un tecnico addestrato, in base alle esigenze del singolo paziente.
I neurostimolatori devono essere sostituiti periodicamente per prevenire l'esaurimento della batteria (di solito tra i tre e i cinque anni) anche se la durata media dipende dall'uso individuale. La durata della batteria può essere ragionevolmente prevista con l'uso di un dispositivo di programmazione telemetrici in modo che l'unità può essere sostituita prima dell'esaurimento della pila. Dispositivi ricaricabili sono ora comunemente impiantati con una durata della vita della batteria che varia dai 15 ai 20 anni a seconda dell'uso.
I neurostimulatori trovano impiego anche contro la malattia di Parkinson. La tecnica È nota dai primi anni 2000. Al 2025 sono disponibili elettrostimolatori di nuova generazione capaci di ricaricarsi da soli via bluetooth e che quindi non necessitano più della problematica sostituzione della batteria. Inoltre sono in grado di registrare l'attività cerebrale e di fornire delle risposte mirate sulle esigenze del paziente.